# 6581 Sobers
6581 Sobers è un asteroide della fascia principale. Scoperto nel 1981, presenta un'orbita caratterizzata da un semiasse maggiore pari a 2,2991953 UA e da un'eccentricità di 0,1194071, inclinata di 6,00705° rispetto all'eclittica. È dedicato al giocatore di cricket Garfield Sobers (1936)